# Шалом
Шалом (хебр. שָׁלוֹם) је ријеч на хебрејском која означава мир. Ријеч може означавати мир између два субјекта (на примјер, између Бога и човјека или између двије стране), или унутрашњи мир или ментални баланс појединца.
Може се користити као општи поздрав, када се појединци сретну или растану.

## Етимологија
Ријеч шалом долази од С-Л-М (шин-ламенд-мем, хебр. ש.ל.ם. Овај оквир има еквиваленте и у другим семитским језицима и означава потпуност, испуљеност и здравље.
Шалом се користи и као име. Име је сродно имену Соломон (хебр. Шломон). Познате личности које носе име или презиме Шалом:
- Бен Шалом Бернанке, амерички економиста, предсједник Савезних резерви САД;
- Силван Шалом, израелски политичар;
- Шолем Алехем, јеврејски књижевник;

Често се ова ријеч даје као име многим организацијама и установама, као што је синагога Бет-Шалом у Шпајерну (Њемачка), синагога Нев-Шалом у Истанбулу и новине Шалом, које се штампају на турском и ладино језику. Такође честа је употреба имена у називима продавница и организација, као што су продавнице „Шалом Алејхем“ у Израелу.